# Pyridostigmine
Comme la néostigmine et l'éséridine, la pyridostigmine (bromure de pyridostigmine) appartient à la famille des stigmines. Elle est un parasympathomimétique indirect par son effet inhibiteur de l'acétylcholinestérase.

## Mode d'action
La pyridostigmine inhibe réversiblement l'acétylcholinestérase en se fixant sur le site anionique de l'enzyme, empêchant la reconnaissance du substrat. Elle potentialise alors l'action de l'acétylcholine en augmentant sa concentration dans la fente synaptique. Son mode d'action est qualifié de parasympathomimétique indirect.
De par sa structure d'ammonium quaternaire, elle est très mal absorbée par voie orale mais ne passe pas la barrière hémato-encéphalique.

## Usage thérapeutique
La pyridostigmine est principalement utilisée pour lutter contre la constipation par atonie intestinale sévère et comme traitement symptomatique de la myasthénie.
Le bromure de pyridostigmine est commercialisé sous le nom de Mestinon (60 mg de bromure de pyridostigmine).
Elle a également fait l'objet d'une utilisation préventive contre les gaz de combat organo-phosphorés (Soman), impliquant un syndrome de la guerre du Golfe, selon le degré d'exposition à la substance.

## Contre indications
Du fait de l'action parasympathique sur les cellules musculaires lisses bronchiques (contraction via les récepteurs muscariniques M3), le bromure de pyridostigmine est contre-indiqué dans les cas de patients souffrant d'asthme.

## Effets secondaires
Les effets observés sont purement issus d'une décharge du parasympathique :
- augmentation du péristaltisme gastrique et intestinal ;
- bronchoconstriction ;
- contraction des cellules musculaires lisses ;
- crampes abdominales ;
- augmentation des sécrétions : bronchiques, salivaires, intestinales, lacrymales, etc. ;
- bradycardie ;
- effet Inotrope négatif dû à la stimulation parasympathique ;
- myosis ;
- diminution de la pression intraoculaire ;
- fasciculations.

## Divers
Elle fait partie de la liste des médicaments essentiels de l'Organisation mondiale de la santé (liste mise à jour en avril 2013).